# Caméfito

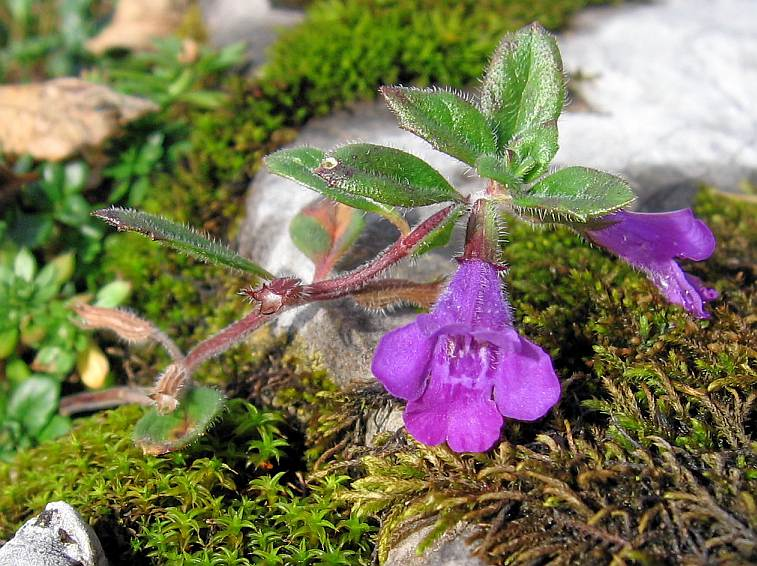
Acinos alpinus

Según el sistema de Raunkiær, en este biotipo se incluirían plantas leñosas o herbáceas vivaces cuyas yemas de reemplazo se encuentran en vástagos, siempre por encima del nivel del suelo hasta los 50 cm de altura de media (20 cm en climas fríos y 100 cm en los cálidos). Se clasifican en: 
- Caméfitos sufruticosos: Acinos alpinus, Evolvulus tennuis
- Caméfitos fruticosos: Vaccinium myrtillus, Gutierrezia gilliesii
- Caméfitos pulviniformes: Armeria, Azorella compacta
- Caméfitos rosulados: Bromelia serrae, Agave deserti
- Caméfitos suculentos: Sedum brevifolium, Allenrolfea occidentalis
- Caméfitos graminoides: Stipa gigantea, Festuca orthophylla
- Caméfitos espaldera: Loiseleuria procumbens
- Caméfitos reptantes: Hieracium castellanum, Bromelia hieronymi
- Caméfitos erráticos: Tillandsia

- Datos: Q750716